# أكرم أنصاري
أكرم أنصاري (بالأردوية: اکرم انصاری)‏ (بالإنجليزية: Muhammad Akram Ansari)‏ هو سياسي باكستاني، ولد في 4 أبريل 1954. حزبياً، نشط في الرابطة الإسلامية الباكستانية. وقد انتخب عضو الدورة الرابعة عشر في الجمعية الوطنية في باكستان ‏ عن دائرة NA-85 (Faisalabad-XI) ‏ وقد انضم خلال فترته النيابية ‏ (1 يونيو 2013 – )  للكتلة البرلمانية الرابطة الإسلامية الباكستانية وانتخب عضو الجمعية الوطنية في باكستان.